# Rappresentanza dei cittadini di Copenaghen

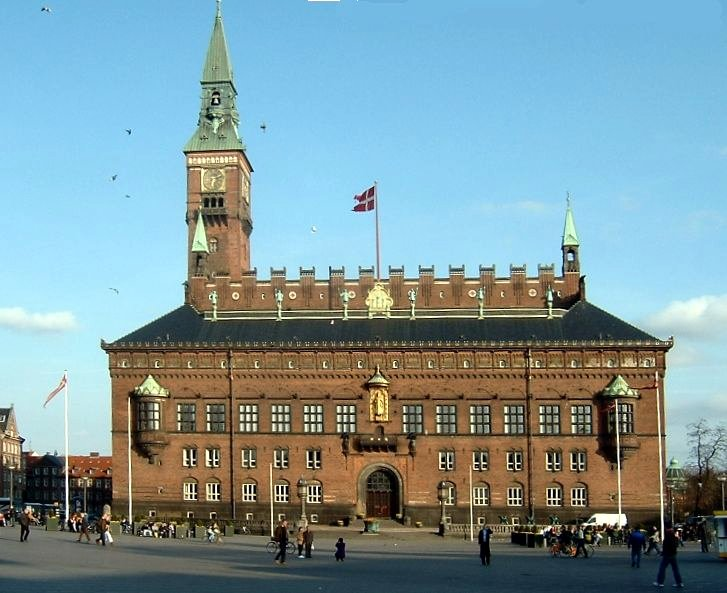
Municipio di Copenaghen.

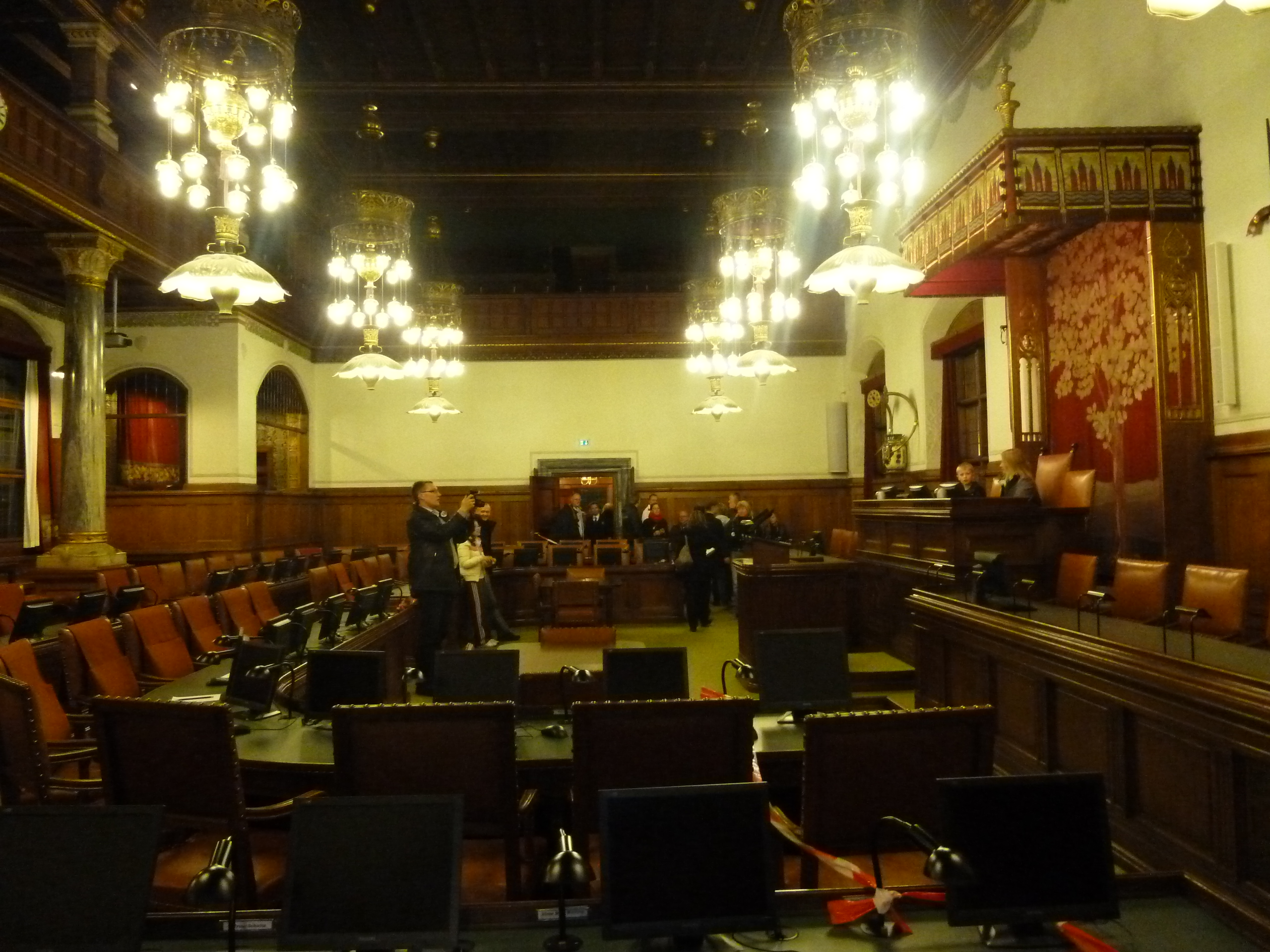
Sala della Rappresentanza dei cittadini.

La Rappresentanza dei cittadini di Copenaghen è il consiglio comunale di Copenaghen e ha sede nel Municipio di Copenaghen.
La rappresentanza dei cittadini è la massima autorità politica di Copenaghen e stabilisce il quadro per i compiti dei comitati. Il consiglio comunale di Copenaghen è composto da un comitato finanziario e sei comitati permanenti, ognuno dei quali lavora nelle proprie arie di settore.
La Rappresentanza dei cittadini ha 55 membri (abbreviati MB) eletti per un mandato di quattro anni ed è presieduta dal lord mayor, che presiede il Comitato finanziario. I presidenti delle sei commissioni permanenti detengono il titolo di sindaco. Il sindaco, insieme ai sei sindaci e ai sei membri della rappresentanza dei cittadini, costituisce il comitato finanziario. A differenza degli altri comuni danesi, la città di Copenaghen non ha alcun vice sindaco ma un primo e un secondo vicepresidente della rappresentanza dei cittadini.

## Comitati
I sette comitati sono i seguenti:
- Comitato finanziario (Lord mayor Frank Jensen, Socialdemocratici)
- Comitato per la cultura e il tempo libero (Sindaco Franciska Rosenkilde, L'Alternativa)
- Commissione per la tecnologia e l'ambiente (Sindaco Ninna Hedeager Olsen, Elenco unità)
- Comitato per l'infanzia e la gioventù (Sindaco Jesper Christensen, Socialdemocratici)
- Comitato sociale (Sindaco Mia Nyegaard, Sinistra Radicale)
- Comitato sanitario e assistenziale (Sindaco Sisse Marie Welling, SF)
- Comitato per l'occupazione e l'integrazione (Sindaco Cecilia Lonning-Skovgaard, Venstre)

## Composizione della Rappresentanza dei cittadini (1993-)
| Partito | Partito                          | 2017   | 2017    | 2013   | 2013    | 2009   | 2009    | 2005   | 2005    | 2001   | 2001    | 1997   | 1997    | 1993   |
| Partito | Partito                          | Voti   | Mandati | Voti   | Mandati | Voti   | Mandati | Voti   | Mandati | Voti   | Mandati | Voti   | Mandati | Voti   |
| ------- | -------------------------------- | ------ | ------- | ------ | ------- | ------ | ------- | ------ | ------- | ------ | ------- | ------ | ------- | ------ |
| A       | Socialdemocratici                | 82.819 | 15 (-1) | 76.524 | 16 (-1) | 68.707 | 17 (-4) | 89.639 | 21 (+5) | 82.500 | 16 (-1) | 68.091 | 17      | 71.895 |
| B       | Sinistra Radicale                | 26.725 | 5 (-1)  | 30.843 | 6 (+1)  | 19.424 | 5 (-2)  | 28.255 | 7 (+2)  | 26.030 | 5 (+2)  | 11.977 | 3       | 8.126  |
| C       | Partito Popolare Conservatore    | 16.792 | 3 (-)   | 13.860 | 3 (-1)  | 16.163 | 4 (+1)  | 14.534 | 3 (-1)  | 20.257 | 4 (-1)  | 21.843 | 5       | 22.142 |
| D       | Democratici di Centro            | —      | 0       | —      | 0       | —      | 0       | —      | 0 (-1)  | 3.327  | 1       | 2.788  | 1       | 2.355  |
| E       | Partito Popolare Socialista      | 24.830 | 5 (-1)  | 27.547 | 6 (-7)  | 50.966 | 13 (+6) | 26.755 | 7 (-2)  | 45.613 | 9 (+1)  | 32.639 | 8       | 42.356 |
| F       | Alleanza Liberale                | 11.822 | 2 (-)   | 10.632 | 2 (+2)  | 2.024  | 0       | —      | 0       | —      | 0       | —      | 0       | —      |
| G       | Alternativa di Solidarietà       | —      | 0       | —      | 0       | —      | 0       | —      | 0       | 1.697  | 0 (-1)  | 4.237  | 1       | —      |
| H       | Partito Popolare Danese          | 15.082 | 3 (-1)  | 20.391 | 4       | 17.700 | 4 (+1)  | 14.018 | 3 (-1)  | 23.513 | 4 (-2)  | 22.913 | 6       | —      |
| I       | Corsa Comune                     | —      | 0       | —      | 0       | —      | 0       | —      | 0       | 2.943  | 0 (-1)  | 5.842  | 1       | —      |
| L       | Venstre                          | 23.652 | 5 (-2)  | 31.442 | 7 (+1)  | 21.504 | 6 (-2)  | 33.186 | 8 (-3)  | 58.942 | 11 (+5) | 23.858 | 6       | 32.799 |
| M       | Partito del Progresso            | —      | 0       | —      | 0       | 504    | 0       | 319    | 0       | 761    | 0       | 1.838  | 0       | 11.508 |
| N       | Lista dell'Unità - I Rosso-Verdi | 55.241 | 11 (-)  | 53.672 | 11 (+5) | 25.016 | 6 (-)   | 22.764 | 6 (+1)  | 24.932 | 5 (-2)  | 22.407 | 7       | 11.765 |
| O       | L'Alternativa                    | 31.553 | 6 (+6)  | —      | 0       | —      | 0       | —      | 0       | —      | 0       | —      | 0       | —      |

## Presidenti della Rappresentanza dei cittadini di Copenaghen
- 1840-1840 Hans Peter Hansen
- 1841-1853 Lauritz Nicolai Hvidt (Partito Nazionale Liberale)
- 1853-1858 Hans Peter Hansen
- 1858-1860 Herman Andreas Mollerup
- 1860-1863 Lars Christian Larsen (Partito Nazionale Liberale)
- 1863-1873 Harald Kayser (Højre (1848))
- 1873-1883 Christian Severin Henrichsen (Højre)
- 1883-1885 Harald Kayser (Højre)
- 1885-1895 Peter Frederik Koch (Højre)
- 1895-1898 Rasmus Strøm (Højre)

- 1898-1907 Herman Trier (dal 1905: Sinistra Radicale)
- 1907-1909 John Vilhelm Duurloo  (Indipendente)
- 1909-1910 A.F. Lamm (Socialdemocratici)
- 1910-1912 Carl Becker 
(Lista dei Cittadini Antisocialisti)
- 1912-1913 A.F. Lamm
- 1913-1917 Christian S. Christiansen (Socialdemocratici)
- 1917-1919 Anthon Andersen (Socialdemocratici)
- 1919-1924 Thorvald Stauning (Socialdemocratici)
- 1924-1925 P.J. Pedersen (Socialdemocratici)

- 1925-1926 J.A. Hansen (Socialdemocratici)
- 1926-1937 Emanuel Svendsen (Socialdemocratici)
- 1937-1938 Julius C. Hansen (Socialdemocratici)
- 1938-1942 Karmark Rønsted (Socialdemocratici)
- 1942-1946 Alexander Fløtkjær (Socialdemocratici)
- 1946-1962 Sigvald Hellberg (Socialdemocratici)
- 1962-1970 Henry Stjernqvist (Socialdemocratici)
- 1970-1976 Egon Weidekamp (Socialdemocratici)
- 1976-1981 Gerda Louw Larsen (Socialdemocratici)

- 1982-1986 Knud-Erik Ziirsen (Socialdemocratici)
- 1986-1989 Bent Nebelong 
(Partito Popolare Conservatore)
- 1990-1993 Martin Günter 
(Partito Popolare Socialista)
- 1994-1997 Bodil Jensen (Socialdemocratici)

Dal 1998, il sindaco in carica è il presidente permanente della Rappresentanza dei cittadini.